# Введенський собор (Ніжин)
Введенський собор — православний парафіяльний храм Ніжинської та Прилуцької єпархії Російської православної церкви. Пам'ятка архітектури місцевого значення. та пам'ятка архітектури національного значення у Ніжині.

## Історія
Постановою Ради Міністрів УРСР від 24.08.1963 № 970 «Про впорядкування справи обліку та охорони пам'яток архітектури на території Української РСР» надано статус «пам'ятника архітектури № 824 Введенський собор» (Введенського жіночого монастиря). Встановлено інформаційну дошку.
Комплекс Введенського монастиря № 81-Чг також включає Іллінську церкву № 10046-Чр та готель № 10047-Чр — згідно з Наказом Міністерства культури і туризму від 21.12.2012 № 1566, дзвіницю № 81-Чг/2 та келії № 3 — згідно з Розпорядженням Чернігівської обласної державної адміністрації від 13.02.1998 № 69.

## Опис
Собор побудований в 1775 року (за іншими даними 1778 року) в передмісті Ніжина Овдіївці. Собор зведений у стилі українського бароко на місці старого дерев'яного храму, який згорів у 1756 році. Собор є центральною спорудою Введенського монастиря.
Кам'яний, п'ятидольний (п'ятизрубний), хрестоподібний храм із прямокутними північним та південним рукавами та двома екседрами (ніші напівциркульні у плані) із заходу та сходу. Увінчаний грушоподібним куполом на восьмерику. В інтер'єрі збереглися залишки розпису.
У 1927 році собор та монастир було закрито, приміщення використовувалися як артилерійський склад. У 1998 року монастир було передано релігійній громаді та відновив діяльність. Собор було відреставровано, відновлено богослужіння.